# Un point c’est toi
Un point c'est toi is een nummer van de Franse zangeres Zazie uit 1996. Het is de derde single van haar tweede studioalbum Zen.
De titel van het nummer is afgeleid van de Franse uitdrukking "Un point c'est tout", wat "Punt uit" betekent. De plaat werd een bescheiden hit in Frankrijk, waar het de 24e positie behaalde.